# ブラジル社会民主党
ブラジル社会民主党（ブラジルしゃかいみんしゅとう、ポルトガル語: Partido da Social Democracia Brasileira、略称: PSDB）は、ブラジルの政党。労働者党とならび、ブラジルで最大の政党の一つ。中道政党である。

## 概要

### 党の創設
1988年、ブラジル民主運動党の左派が分かれる形で創設。「民主主義」と「社会正義」を基本に、旧軍政勢力とも左翼とも一線を画し、社会民主主義者、社会自由主義者、キリスト教民主主義者、民主社会主義者の結集をめざした。また一部、穏健派の労働運動からも支援を受けた。

### カルドーゾ政権
1994年の大統領選挙では従属理論の研究者としても知られるフェルナンド・エンリケ・カルドーゾを勝利させ、1998年の大統領選挙でも再選を果たし、他の中南米諸国と同様に規制緩和や民営化といった新自由主義改革を推し進め、外交面では米国との協調路線を取った。しかし、その新自由主義改革による格差拡大・固定化への反動から2002年の大統領選挙では左翼政党である労働者党のルーラに政権奪取を許し、野党となった。

### 現況
現在は社会民主主義や第三の道を掲げる中道もしくは中道左派の政党を称してはいるが、同党の実際の政策には市場経済重視の新自由主義の影響が強く、規制緩和や外国資本積極導入を主張している。国営企業、公的企業の民営化も積極的に行ってきた。支持者も都市部在住の富裕層や中間層が主体であり、財界や国際金融資本の支持も厚い。社会主義インターナショナルには加盟しておらず（ブラジルからは民主労働党が加盟している）、キリスト教民主主義を軸とする中道民主インターナショナルのアメリカ組織であるアメリカ・キリスト教民主機構にオブザーバー参加しているなど、外交面においても親米傾向や保守主義的傾向が強く、党名とは裏腹に実際には中道右派政党と見なされる場合が多く、2002年から政権を担っている労働者党とはあらゆる面で対立関係にあり、2014年以降に頻発しているブラジル反政府運動の中心をなしている。
2010年10月に行われた大統領選ではジョゼ・セラ（José Serra）前サンパウロ州知事を候補として政権奪還をめざしたが、与党・労働者党のジルマ・ルセフ（Dilma Rousseff）に敗れた。
2014年10月の大統領選挙では、ブラジル経済の低迷によって支持が低下していたルセフ大統領に対し、、社会民主党から出馬したアエシオ・ネーヴェス上院議員は決選投票まで進んだが、接戦の末敗れ、政権を奪還することは出来なかった。
ブラジルの国会にあたる国民会議では、連邦議会下院で13議席（513名中）、連邦議会上院で4議席（81名中）を有している（2023年1月現在）。議員の中には、過去に存在したブラジル帝国を称揚し、皇位の復活を支持する議員もいる。

## 選挙結果

### 大統領選挙
| 年   | 候補者                             | 第1回投票  | 第1回投票     | 決選投票   | 決選投票     |
| 年   | 候補者                             | 得票数     | 得票率（％）  | 得票数     | 得票率（％） |
| ---- | ---------------------------------- | ---------- | ------------- | ---------- | ------------ |
| 1989 | マリオ・コバス                     | 7,786,939  | 11.5% (第4位) |            |              |
| 1994 | フェルナンド・エンリケ・カルドーゾ | 34,362,726 | 54.3 (第1位)  |            |              |
| 1998 | フェルナンド・エンリケ・カルドーゾ | 35,922,692 | 53.1 (第1位)  |            |              |
| 2002 | ジョゼ・セラ                       | 19,694,843 | 23.2 (第2位)  | 33,356,860 | 38.7 (第2位) |
| 2006 | ジェラルド・アルキミン             | 39,968,369 | 41.6 (第2位)  | 37,543,178 | 39.2 (第2位) |
| 2010 | ジョゼ・セラ                       | 33,132,283 | 32.6 (第2位)  | 43,711,388 | 44.0 (第2位) |
| 2014 | アエシオ・ネベス                   | 34,897,211 | 33.6 (第2位)  | 51,041,155 | 48.4 (第2位) |
| 2018 | ジェラルド・アルキミン             | 5,096,277  | 4.8 (第4位)   |            |              |

### 連邦議会選挙
| 年   | 連邦下院   | 連邦下院     | 連邦下院 | 連邦下院 | 連邦上院   | 連邦上院     | 連邦上院 | 連邦上院 |
| 年   | 得票数     | 得票率（％） | 議席数   | +/–      | 得票数     | 得票率（％） | 議席数   | +/–      |
| ---- | ---------- | ------------ | -------- | -------- | ---------- | ------------ | -------- | -------- |
| 1990 | 3,515,809  | 8.7          | 37 / 502 | New      | N/A        | N/A          | 1 / 31   | New      |
| 1994 | 6,350,941  | 13.9         | 62 / 513 | 25       | N/A        | N/A          | 14 / 81  | 13       |
| 1998 | 11,684,900 | 17.5         | 99 / 513 | 37       | 6,366,681  | 10.3         | 16 / 81  | 2        |
| 2002 | 12,534,774 | 14.3         | 71 / 513 | 28       | N/A        | N/A          | N/A      | N/A      |
| 2006 | 12,691,043 | 13.6         | 62 / 513 | 6        | 10,547,778 | 12.5         | 16 / 81  | N/A      |
| 2010 | 11,477,380 | 11.9         | 53 / 513 | 12       | 30,903,736 | 18.1         | 11 / 81  | 5        |
| 2014 | 11,073,361 | 13.9         | 54 / 513 | 1        | 23,880,078 | 26.73        | 10 / 81  | 1        |
| 2018 | 5,905,541  | 6.0          | 29 / 513 | 25       | 20,310,558 | 11.9         | 8 / 81   | 2        |
| 2022 | 3,309,061  | 3.02         | 13 / 513 | 16       | 1,394,547  | 1.37         | 4 / 81   | 4        |